# Улица Ленина (Иркутск)
Улица Ле́нина (прежние названия — Морска́я, Замо́рская, Аму́рская) — улица в Правобережном округе города Иркутска, одна из двух главных и одна из старейших улиц города. Расположена в историческом центре между параллельными ей улицами Марата и Сухэ-Батора. Начинается от пересечения с улицей Нижняя Набережная, заканчивается пересечением с улицей Тимирязева.

## История
Морская улица возникла в XVIII веке. К 1858 году называлась Заморской. 28 мая 1858 года был подписан русско-китайский Айгунский договор, который признавал границу между Россией и Китаем по реке Амур. В августе 1858 года для встречи генерал-губернатора Восточной Сибири Н. Н. Муравьёва, подписавшего договор и получившего титул «Амурского», при въезде на улицу Заморскую были выстроены триумфальные Амурские ворота. Улица Заморская стала называться Амурской.
В советский период улица получила имя В. И. Ленина.
В 2008 году была расширена проезжая часть улицы Ленина.
В 2009 году на улице появились аншлаги с её историческим названием.
24 ноября 2013 года по улице прошла эстафета Олимпийского огня.

## Общественный транспорт
Улица Ленина является центральной транспортной артерией города, по ней осуществляют движение все виды иркутского общественного транспорта: трамваи, троллейбусы, автобусы и маршрутные такси.

## Здания и сооружения
Нечётная сторона
- 1А — резиденция Губернатора Иркутской области, Правительства Иркутской области, Законодательного собрания Иркутской области.
- 3 — Институт социальных наук, Геологический факультет Иркутского государственного университета.
- 5 — Иркутский областной художественный музей.
- 5А — Иркутский авиационный техникум.
- 11 — Байкальский государственный университет.
- 13, 23 — Иркутский театр юного зрителя.
- 21 — гостиница «Горняк».

Чётная сторона
- 8 — Евразийский лингвистический институт.
- 14Б — здание Администрации г. Иркутска, резиденция Мэра Иркутска, Городской думы Иркутска.
- 16 — Главное управление Центрального банка России по Иркутской области.
- 18 — офисный центр (бывшая гостиница «Сибирь»).
- 20 — Иркутский областной гериатрический центр.
- 38 — Поликлиника № 2 (бывшее здание Русско-Азиатского банка)
- Памятник Ленину (скульптор Н. В. Томский)[7].
- 46 — торговый центр «Вояж».
- 48 — дворец спорта «Труд».
- 56 — школа № 15.